# Planjak (Mljet)
Planjak (Veli Školj) je nenaseljeni otočić uz sjevernu obalu Mljeta, na ulazu u Prožursku luku.
Njegova površina iznosi 59646 m². Dužina obalne crte iznosi 0,89 km. Najviši vrh je 63 metara visok. 

## Vanjske poveznice
|  | Zajednički poslužitelj ima još gradiva o temi Planjak (Mljet) |